# الروض (تعز)
الروض هي إحدى قرى الجمهورية اليمنية. وهي تتبع جغرافيًا لمحافظة تعز. وإداريًا لمديرية التعزية. يبلغ تعداد سكانها 1575 نسمة حسب الإحصاء الذي جرى عام 2004.